# Arturo Ferrara (tenore)
Arturo Ferrara (Francavilla di Sicilia, 14 agosto 1900 – Giardini-Naxos, 23 dicembre 1983) è stato un tenore italiano.

## La sua vita
Debuttò a 23 anni al Teatro Alambra di Taranto. Fecero seguito quindici anni di successi riportati, oltre che nei teatri lirici italiani, anche in Giappone, Cina, Jugoslavia ed Egitto.
Il tenore siciliano aveva un vasto repertorio: 89 opere che andavano oltre le consuete Bohème, Traviata e Rigoletto.
La sua produzione discografica, tutt'oggi è riproposta nei programmi radiofonici della Rai
Egli concluse la sua carriera a 39 anni in quanto lo scoppio della seconda guerra mondiale lo costrinse a far ritorno a Francavilla. .
Tra le sue frequentazioni illustri, tutte affascinate dalle non comuni doti vocali ed interpretative dell'artista siciliano, si annoveravano, infatti, personalità quali i grandi compositori Pietro Mascagni, Ottorino Respighi e Giuseppe Mulè, e gli insigni letterati Luigi Pirandello e Filippo Tommaso Marinetti.

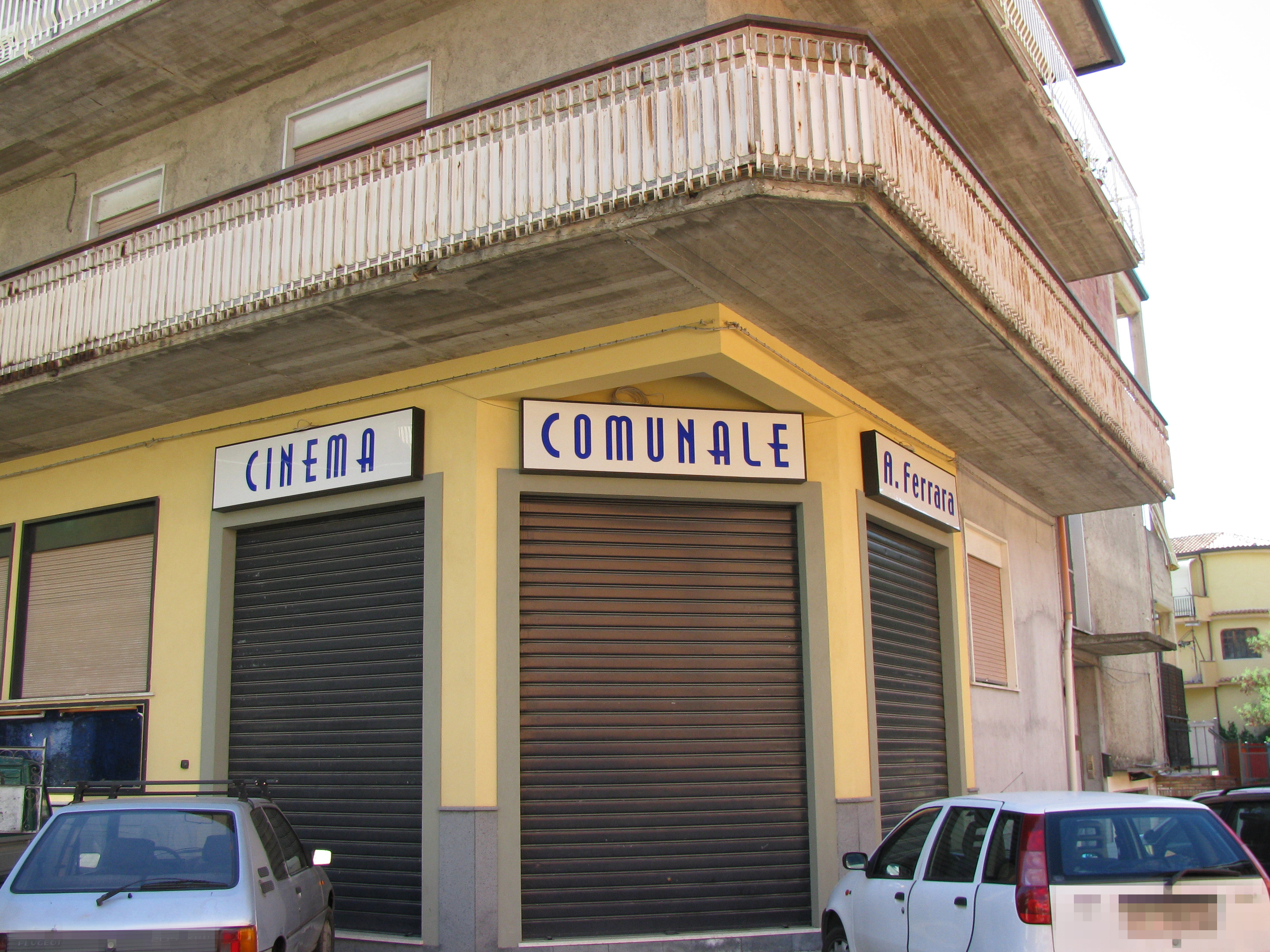
L'ingresso del CineTeatro di Francavilla di Sicilia dedicato al tenore

Il giovanissimo Ferrara venne a contatto con loro a cavallo tra le due guerre soprattutto a Milano, ma il tenore preferì tenere sempre i piedi bene a terra e la coscienza alta puntando solo ed esclusivamente sulle proprie forze anziché sui compromessi.
Nel 2007 il comune di Francavilla di Sicilia gli ha intitolato il Cinema Comunale appena ristrutturato.